# Kalendarz japoński

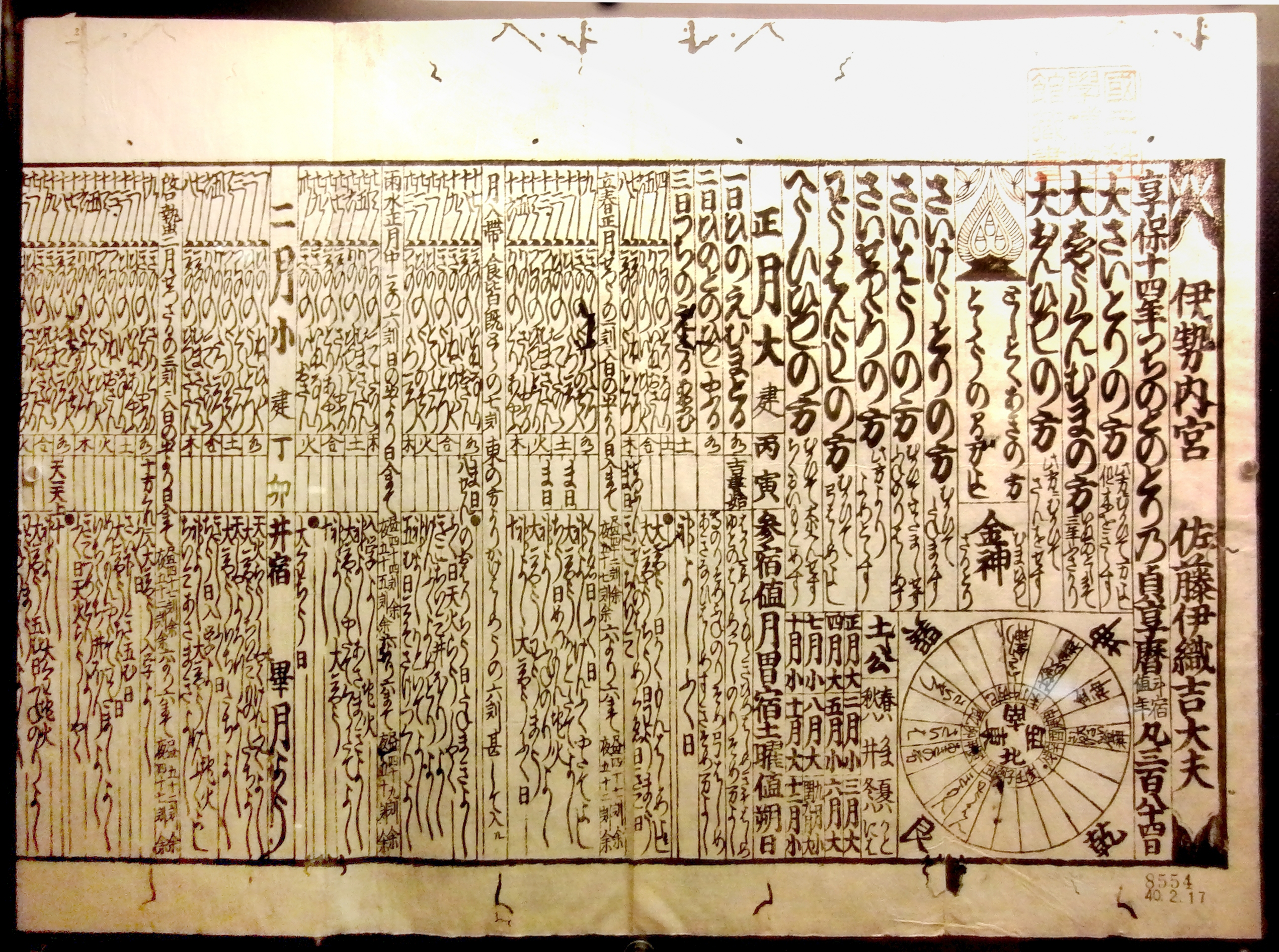
Jōkyō-reki, kalendarz z okresu Jōkyō (1684-1688), opr. przez Shunkaia Shibukawę, tu: wyd. przez chram Ise-daijingū w 1729 r.

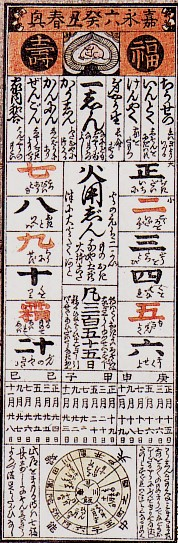
Pionowy kalendarz skrócony (ryaku-reki) z 1853 r.

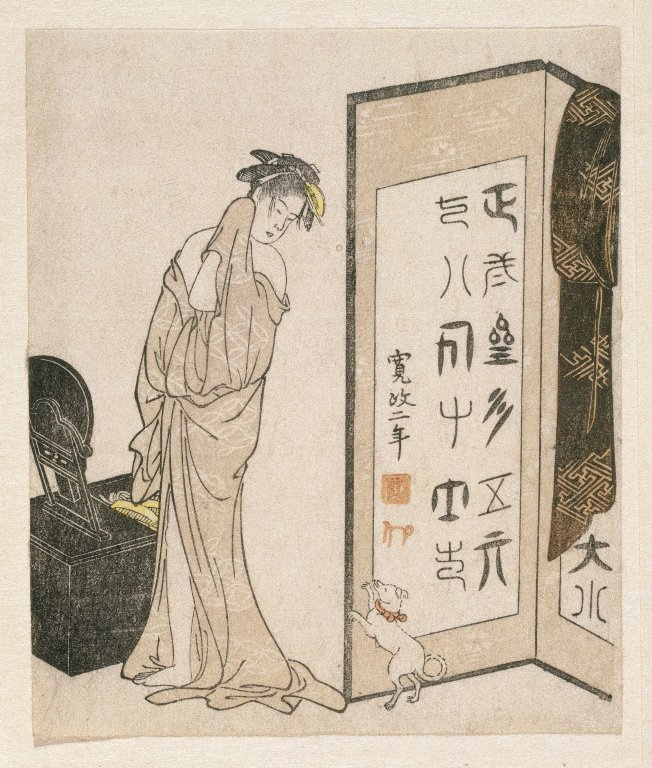
E-goyomi, przykład kalendarza obrazkowego na 2. rok ery Kansei (1790 r.), pokazujący długie miesiące (rysunki grubą kreską) i krótkie miesiące (cienką kreską), pies oznacza „rok psa” (11. rok chińskiego zodiaku)

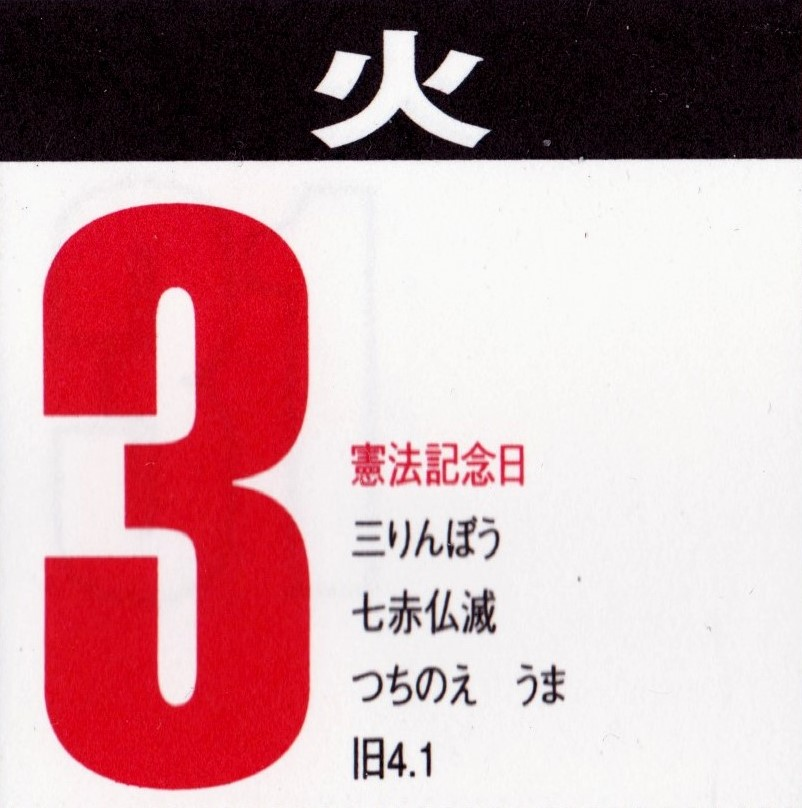
Dzień Konstytucji, 3 maja 2011 r. w kalendarzu

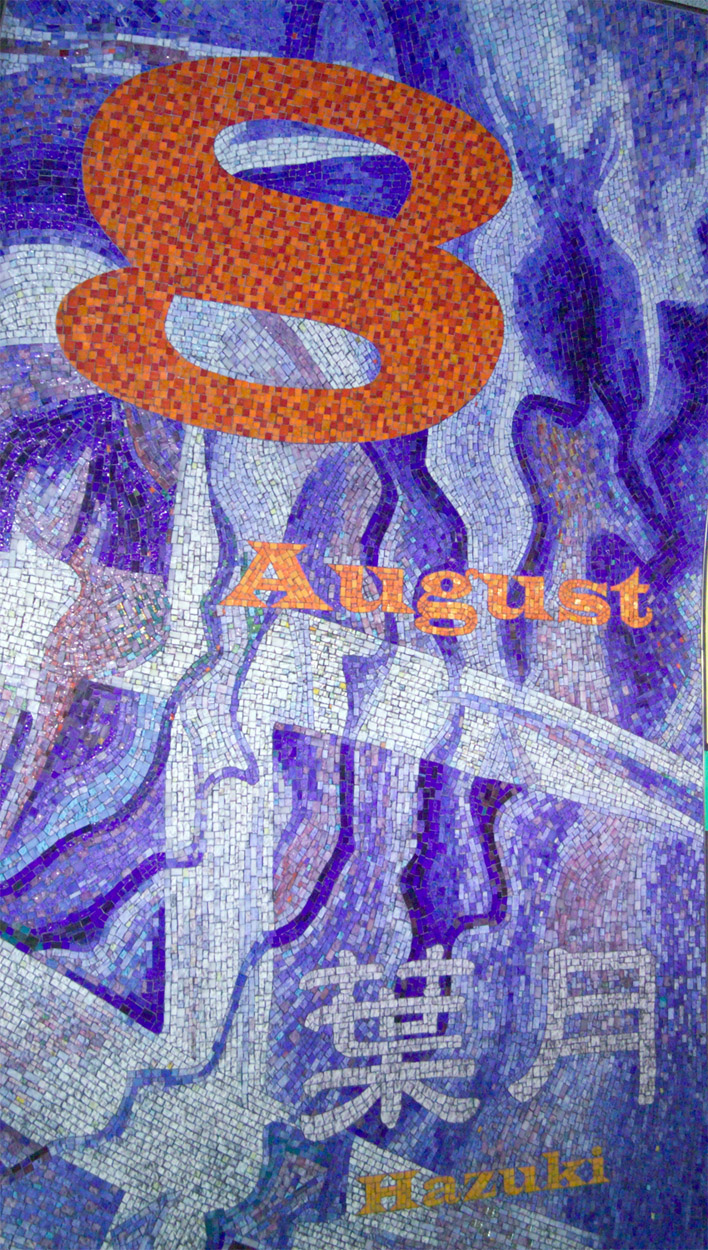
Mozaika z motywem ósmego miesiąca księżycowego (Hazuki) na ścianie tokijskiej stacji metra Shin-Ochanomizu

Kalendarz japoński (jap. 日本の暦 nippon no koyomi) – japoński, tradycyjny system podziału czasu, który w znacznej mierze powstał z chińskiego kalendarza księżycowo-słonecznego. W 1873 roku, w trakcie restauracji Meiji, przyjęto słoneczny kalendarz gregoriański. Współcześnie używa się także słowa karendā (カレンダー) od ang. „calendar”. Tradycyjny kalendarz jest obecnie używany w celach ceremonialnych, astrologicznych i kulturalnych. Używany jest także system er odnoszący się do okresów panowania cesarzy.

## Historia
Pierwszy kalendarz dotarł do Japonii z Chin przez Koreę. W połowie VI wieku (okres Yamato) dwór cesarski zaprosił kapłana z kraju zwanego Baekje (lub Paekche, jap. Kudara), w obecnej Korei, aby uczyć się od niego astronomii, geografii oraz jak sporządzić kalendarz. Podobno został on opracowany po raz pierwszy w 604 roku.
Wszystkie sprawy związane z kalendarzem były wówczas ustalane przez sąd cesarski w ramach systemu scentralizowanego zarządzania zgodnego z kodeksem prawnym Taihō-ritsuryō (promulgowanym w 702 r.), wprowadzonym w ramach reformy ery Taika. Urząd, który sprawował kontrolę nad przygotowywaniem kalendarza, astronomią, wróżbiarstwem nazywał się Onmyōryō. Kalendarze i wróżby były wówczas nierozłączne. Wskazywały pory roku, wydarzenia roczne oraz codzienne przepowiednie. Były one pisane chińskimi znakami.
Od końca X wieku zadanie przygotowania kalendarza zostało przekazane rodzinie Kamo, podczas gdy astronomia przeszła do rodziny Abe, której patriarchą był Seimei Abe (921–1005), on'yōji, specjalista w dziedzinie kalendarzy i wróżbiarstwa.
Co miesiąc dostosowywano się do cyklu wzrastania i zanikania księżyca. Ze względu na to, że Księżyc krąży wokół Ziemi w ciągu około 29,5 dnia, konieczne były regulacje poprzez zmienną długość miesięcy: 30 dni (długi miesiąc, „duży księżyc”) lub 29 dni (krótki miesiąc, „mały księżyc”). Ziemia natomiast wykonuje obrót wokół Słońca w 365,25 dni, co powoduje zmiany sezonowe. Zatem powtarzanie długich i krótkich miesięcy stopniowo powodowało rozbieżność pomiędzy rzeczywistą porą roku a kalendarzową. Aby to wyrównać, co kilka lat wstawiano miesiąc przestępny uruzuki. Ustalanie kalendarza było tak ważne, że było pod kontrolą dworu cesarskiego, a w późniejszym okresie Edo pod nadzorem wojskowym siogunatu.
W miarę upływu czasu i rozszerzającej się wiedzy o astronomii, rozbieżności pomiędzy kalendarzem a rzeczywistymi zjawiskami stały się problemem. W 1685 roku, czyli w 2. roku ery Jōkyō (1684–1688), Shunkai Shibukawa (1639–1715) opracował poprawioną wersję, znaną jako kalendarz Jōkyō. W późniejszych latach okresu Edo kalendarz był kilkakrotnie weryfikowany, a jego kolejne nazwy pochodziły od nazw er wówczas obowiązujących: Hōreki (1755), Kansei (1798) i Tenpō (1844). Dzięki temu powstał dokładniejszy kalendarz księżycowo-słoneczny (lunisolarny), powiązany z astronomią Zachodu. Wszystkie obliczenia związane z redagowaniem kalendarza sporządzali tenmongata (specjaliści odpowiedzialni za astronomię).
Kalendarze początkowo były przeznaczone wyłącznie dla cesarskiego dworu i arystokracji, ale kiedy pojawiły się kalendarze drukowane coraz więcej ludzi z nich korzystało. Rolnicy uznali je za niezbędne do poznania pór roku, a kupcom ułatwiały dostosowywanie rozliczeń i płatności do zmiennej kolejności długich i krótkich miesięcy księżycowych. Z tych m.in. powodów tworzono i stosowano różne typy kalendarzy, w tym regionalnych, a dla osób, które nie potrafiły czytać – kalendarze obrazkowe (e-goyomi lub mekura-goyomi). Pomagały one uczyć się kolejności długich i krótkich miesięcy. Ich oznaczenia producenci włączali w rysunki, rywalizując ze sobą nowościami i poczuciem humoru. Były szeroko rozpowszechnione wśród ludności w okresie Edo.
W obiegu były także skrócone kalendarze (ryaku-reki), które można było składać pod kątem własnych potrzeb w codziennym użytku. Podobnie jak obecnie, kupcy rozprowadzali je wśród swoich klientów na koniec roku jako formę reklamy.
Rząd Meiji, modernizując państwo, podjął decyzję o zastąpieniu starego kalendarza księżycowego zachodnią wersją gregoriańską w listopadzie 1872 roku. Powstało pewne zamieszanie, ale uczeni, jak Yukichi Fukuzawa (1835–1901) poparli bardziej logiczny kalendarz gregoriański i wydanie publikacji rozpowszechniających zmianę. Nowy kalendarz wszedł w życie od 1 stycznia 1873 roku i jest nadal w użyciu, ale zawiera wiele słów i pojęć pochodzących z kalendarza księżycowego.

## Lata
Obecnie w Japonii wykorzystywane są dwa systemy rachuby lat:
- zachodnie oznaczenie lat (西暦, seireki; dosł. „zachodni kalendarz” – juliański i gregoriański; Anno Domini – A.D.; era chrześcijańska, ang. Christian Era – C.E.)[1];
- ery japońskie (年号, nengō), nazwa ery cesarskiej; jej numer roku (rok 2018 to Heisei 30)[1]

Do zakończenia II wojny światowej był w użyciu również system kōki-nendo (皇紀年度), czyli liczenia lat od początku panowania pierwszego cesarza Jimmu w 660 r.p.n.e.

## Miesiące
Współczesne japońskie nazwy miesięcy oznaczają dosłownie „pierwszy miesiąc”, „drugi miesiąc” itd. Odpowiedni liczebnik jest łączony z przyrostkiem -gatsu (miesiąc). Obok cyfrowych kanji w powszechnym użyciu są także cyfry arabskie:
- styczeń: 一月 lub 1月 (ichigatsu)
- luty: 二月 lub 2月 (nigatsu)
- marzec: 三月 lub 3月 (sangatsu)
- kwiecień: 四月 lub 4月 (shigatsu)
- maj: 五月 lub 5月 (gogatsu)
- czerwiec: 六月 lub 6月 (rokugatsu)
- lipiec: 七月 lub 7月 (shichigatsu)
- sierpień: 八月 lub 8月 (hachigatsu)
- wrzesień: 九月 lub 9月 (kugatsu)
- październik: 十月 lub 10月 (jūgatsu)
- listopad: 十一月 lub 11月 (jūichigatsu)
- grudzień: 十二月 lub 12月 (jūnigatsu)[7]

Każdy z miesięcy ma też nazwę tradycyjną, wciąż wykorzystywaną w niektórych sytuacjach, np. w poezji. Spośród tych nazw najszerzej używane jest shiwasu. Nazwy miesięcy w tej formie są niekiedy wykorzystywane w jidaigeki (współczesne sztuki teatralne lub filmy osadzone w realiach okresu Edo lub wcześniejszych). Akapit rozpoczynający list lub pozdrowienie w przemówieniu mogą zawierać jedną z tych nazw, aby wprowadzić poczucie pory roku. Niektóre z tradycyjnych nazw miesięcy służą także jako imiona żeńskie (yayoi i satsuki).
Poniżej tradycyjne nazwy miesięcy i ich częściowe, popularne objaśnienia (każdy z poniższych miesięcy występował pod różnymi nazwami, a uzasadnienia nazewnictwa są często sprzeczne, co jest wynikiem różnic klimatycznych, geograficznych, dialektów lokalnych itp.:
- mutsuki 睦月 – 1. miesiąc kalendarza księżycowego, styczeń; miesiąc uczuć, zacieśniania więzi rodzinnych i przyjaźni; okazją jest świętowanie Nowego Roku;
- kisaragi 如月 lub kinusaragi 衣更着 – 2. miesiąc, luty; nadal jest zimno, pokazuje jak może być zimno, ciepło się ubierać;
- yayoi 弥生 – 3. miesiąc, marzec; gęsty rozrost roślin (iyaoi), początek wiosny;
- uzuki 卯月 (lub u-no-hana-zuki 卯の花月) – 4. miesiąc, kwiecień; kwitnienie żylistka (Deutzia Thunb.), krzewu o białych kwiatach z rodziny hortensjowatych;
- satsuki 皐月 (lub 早月, 五月) – 5. miesiąc, maj; miesiąc sadzenia ryżu (także sanaezuki 早苗月 od sanae sadzonki ryżu);
- minatsuki lub minazuki 水無月 – 6. miesiąc, czerwiec; miesiąc wody, znak w środku nazwy 無 (na) oznacza zaprzeczenie, negację, co w tłumaczeniu przełożyłoby się na „miesiąc bez wody”, ale w tym przypadku pełni on jedynie rolę fonetyczną jako partykuła dzierżawcza no. Nazwa oznacza więc „miesiąc wody” czyli porę deszczową;
- fumizuki lub fuzuki 文月 – 7. miesiąc, lipiec; miesiąc, w którym kłosy ryżu pęcznieją lub miesiąc, w którym pisze się poezję;
- hazuki lub hatsuki 葉月 – 8. miesiąc, sierpień; miesiąc opadających liści;
- nagatsuki 長月 – 9. miesiąc, wrzesień; miesiąc dłuższych nocy;
- kannazuki 神無月 – 10. miesiąc, październik; miesiąc bez bogów, legenda głosi, że wszyscy bogowie w kraju opuszczają swoje siedziby, aby zebrać się w chramie Izumo Taisha, Wielkim Sanktuarium Izumo w prefekturze Shimane; w Izumo natomiast był to miesiąc obecności bogów kamiarizuki;
- shimotsuki  霜月 – 11. miesiąc, listopad; miesiąc mrozu;
- shiwasu  師走 – 12. miesiąc, grudzień; miesiąc zapracowanych kapłanów spieszących wypełnić ceremonie religijne przed nastaniem Nowego Roku, ale także innych, którzy pragną uporządkować swoje sprawy w ostatnim miesiącu roku.

Początek roku według starego kalendarza japońskiego (przed 1873) przypadał na przełom stycznia i lutego. Z tego powodu stare i nowe nazwy miesięcy nie dotyczą dokładnie tych samych okresów w roku.

## Dni miesiąca
Każdy dzień w miesiącu ma nazwę wywodzącą się od numeru porządkowego:
| 1  | 一日   | tsuitachi    | 17 | 十七日   | jūshichi-nichi   |
| 2  | 二日   | futsu-ka     | 18 | 十八日   | jūhachi-nichi    |
| 3  | 三日   | mik-ka       | 19 | 十九日   | jūku-nichi       |
| 4  | 四日   | yok-ka       | 20 | 二十日   | hatsu-ka         |
| 5  | 五日   | itsu-ka      | 21 | 二十一日 | nijūichi-nichi   |
| 6  | 六日   | mui-ka       | 22 | 二十二日 | nijūni-nichi     |
| 7  | 七日   | nano-ka      | 23 | 二十三日 | nijūsan-nichi    |
| 8  | 八日   | yō-ka        | 24 | 二十四日 | nijūyok-ka       |
| 9  | 九日   | kokono-ka    | 25 | 二十五日 | nijūgo-nichi     |
| 10 | 十日   | tō-ka        | 26 | 二十六日 | nijūroku-nichi   |
| 11 | 十一日 | jūichi-nichi | 27 | 二十七日 | nijūshichi-nichi |
| 12 | 十二日 | jūni-nichi   | 28 | 二十八日 | nijūhachi-nichi  |
| 13 | 十三日 | jūsan-nichi  | 29 | 二十九日 | nijūku-nichi     |
| 14 | 十四日 | jūyok-ka     | 30 | 三十日   | sanjū-nichi      |
| 15 | 十五日 | jūgo-nichi   | 31 | 三十一日 | sanjūichi-nichi  |
| 16 | 十六日 | jūroku-nichi |    |          |                  |

W tradycyjnym kalendarzu trzydziesty był ostatnim dniem miesiąca i jego dawna nazwa, misoka, przetrwała do dziś (mimo że sanjūnichi jest bardziej popularne). Ostatni dzień roku to ōmisoka (wielki trzydziesty dzień) i to określenie nadal jest w użyciu.
Miesiąc dzieli się na trzy dekady, z których pierwsza jest nazywana „pierwszą dekadą” (jap. 上の十日; 上旬) kami-no tōka; jōjun), druga – „środkową dekadą” (jap. 中の十日; 中旬 naka-no tōka; chūjun), a ostatnia – „ostatnią dekadą” (jap. 下の十日; 下旬 shimo-no tōka; gejun).

## Dni tygodnia
Siedmiodniowy tydzień, z nazwami odpowiadającymi europejskim, pojawił się w Japonii około roku 800 n.e. Aż do 1873 roku, czyli do wprowadzenia kalendarza gregoriańskiego, był używany głównie w astrologii.
Kluczową rolę przy wprowadzaniu tego systemu grał Yukichi Fukuzawa, autor oficjalnych nazw dni tygodnia. Ich nazwy pochodzą od Słońca i Księżyca oraz pięciu planet, których nazwy nawiązują do yin i yang oraz wywodzą od pięciu żywiołów: drewno (Jowisz), ogień (Mars), ziemia (Saturn), metal (Wenus), woda (Merkury), wszystkich wyodrębnianych w taoizmie.
| Dzień tygodnia | Oryginalna nazwa | Transkrypcja | Żywioły / Planety | Nazwa planety po japońsku |
| -------------- | ---------------- | ------------ | ----------------- | ------------------------- |
| niedziela      | 日曜日           | nichiyōbi    | Słońce            | 太陽 Taiyō                |
| poniedziałek   | 月曜日           | getsuyōbi    | Księżyc           | 月 Tsuki                  |
| wtorek         | 火曜日           | kayōbi       | Ogień (Mars)      | 火星 Kasei                |
| środa          | 水曜日           | suiyōbi      | Woda (Merkury)    | 水星 Suisei               |
| czwartek       | 木曜日           | mokuyōbi     | Drewno (Jowisz)   | 木星 Mokusei              |
| piątek         | 金曜日           | kin'yōbi     | Metal (Wenus)     | 金星 Kinsei               |
| sobota         | 土曜日           | doyōbi       | Ziemia (Saturn)   | 土星 Dosei                |

## Święta państwowe
Pojedyncze dni pomiędzy dwoma świętami są wolne. Jeżeli święto przypada w niedzielę, następujący po nim poniedziałek jest dniem wolnym.
| Data                         | Tłumaczenie nazwy pol. / ang.                                     | Oryginalna nazwa | Wymowa              |
| ---------------------------- | ----------------------------------------------------------------- | ---------------- | ------------------- |
| 1 stycznia                   | Nowy Rok / New Year's Day                                         | 元日             | Ganjitsu            |
| 2. poniedziałek stycznia     | Dzień Dojrzałości / Coming of Age Day                             | 成人の日         | Seijin no Hi        |
| 11 lutego                    | Dzień Upamiętnienia Utworzenia Państwa* / National Foundation Day | 建国記念の日     | Kenkoku Kinen no Hi |
| 23 lutego                    | Urodziny Cesarza*** (od 2020 r.) / The Emperor's Birthday         | 天皇誕生日       | Tennō Tanjōbi       |
| 20 marca lub 21 marca        | Dzień Równonocy Wiosennej / Vernal Equinox Day                    | 春分の日         | Shunbun no Hi       |
| 29 kwietnia                  | Dzień Shōwa** / Shōwa Day                                         | 昭和の日         | Shōwa no Hi         |
| 3 maja                       | Dzień Konstytucji** / Constitution Memorial Day                   | 憲法記念日       | Kenpō Kinenbi       |
| 4 maja                       | Dzień Zieleni** / Greenery Day                                    | みどりの日       | Midori no Hi        |
| 5 maja                       | Dzień Dziecka** / Children's Day                                  | こどもの日       | Kodomo no Hi        |
| 3. poniedziałek lipca        | Dzień Morza**** / Marine Day                                      | 海の日           | Umi no Hi           |
| 11 sierpnia                  | Dzień Gór / Mountain Day (od 2016 r.)                             | 山の日           | Yama no Hi          |
| 3. poniedziałek września     | Dzień Szacunku dla Ludzi Starszych / Respect for the Aged Day     | 敬老の日         | Keirō no Hi         |
| 23 września lub 24 września  | Dzień Równonocy Jesiennej / Autumnal Equinox Day                  | 秋分の日         | Shūbun no Hi        |
| 2. poniedziałek października | Dzień Zdrowia i Sportu / Health and Sports Day                    | 体育の日         | Taiiku no Hi        |
| 3 listopada                  | Dzień Kultury / Culture Day                                       | 文化の日         | Bunka no Hi         |
| 23 listopada                 | Dzień Dziękczynienia za Pracę / Labour Thanksgiving Day           | 勤労感謝の日     | Kinrō Kansha no Hi  |
| 23 grudnia                   | Urodziny Cesarza*** / The Emperor's Birthday                      | 天皇誕生日       | Tennō Tanjōbi       |

* Zgodna z tradycją data założenia Japonii przez cesarza Jimmu w 660 p.n.e. Prawidłowość tej daty jest często kwestionowana.
** Część tzw. Złotego Tygodnia.
*** W związku z abdykacją cesarza Akihito w dniu 30 kwietnia 2019 roku święto będzie przeniesione od 2020 roku na 23 lutego, dzień urodzin nowego cesarza Naruhito, zgodnie z zasadą, że wraz ze zmianą cesarza święto narodowe przenosi się na datę urodzin jego następcy. Ze względu na ceremonie: abdykacji (30 kwietnia) i intronizacji nowego cesarza (1 maja i 22 października), dni 1 maja i 22 października w 2019 roku są świętami narodowymi (Złoty Tydzień ma w 2019 roku łącznie 10 dni). Ponadto, dni 30 kwietnia i 2 maja staną się świętami narodowymi, ponieważ wypadają pomiędzy świętami narodowymi, co z mocy prawa zamienia je również w święta narodowe.
**** W 2020 roku święto wyjątkowo przeniesiono na 23 lipca ze względu na XXXII Letnie Igrzyska Olimpijskie 2020.

### Kalendarium zmian świąt narodowych
- 1948 – wprowadzono następujące święta narodowe: Nowy Rok, Dzień Dojrzałości, Dzień Konstytucji, Dzień Dziecka, Dzień Równonocy Jesiennej, Dzień Kultury, Dzień Dziękczynienia za Pracę.
- 1966 – wprowadzono Dzień Zdrowia i Sportu dla upamiętnienia Igrzysk Olimpijskich w Tokio w 1964. Wprowadzono też Dzień Równonocy Wiosennej.
- 1985 – dzięki reformie świąt narodowych, dzień 4 maja, przypadający między dwoma świętami, został oficjalnie dniem wolnym od pracy.
- 1989 – po śmierci cesarza Shōwa w dniu 7 stycznia, dzień 23 grudnia został Dniem Urodzin Cesarza, a urodziny poprzedniego cesarza uczczono ustanawiając Dzień Zieleni.
- 1998, 2000 – wprowadzenie kilku modyfikacji w ramach „systemu szczęśliwego poniedziałku” (ハッピーマンデー制度 Happī Mandē Seido) przesunęło kilka świąt na poniedziałki. Od roku 2000: Dzień Dojrzałości (poprzednio 15 stycznia) i Dzień Zdrowia i Sportu (poprzednio 10 października). Od roku 2003: Dzień Morza (poprzednio 20 lipca) i Dzień Szacunku dla Ludzi Starszych (poprzednio 15 września).
- 2005, 2007 – zgodnie z decyzją z maja 2005, od roku 2007 Dzień Zieleni został przeniesiony na 4 maja, a 29 kwietnia stał się Dniem Shōwa.

## Dni specjalne
Niektóre dni mają szczególne nazwy zaznaczające zmiany pór roku. 24 sekki (二十四節気 nijūshi-sekki lub 二十四気  nijūshi-ki) to dwadzieścia cztery równe części (pory, sezony, działy) w starym kalendarzu księżycowo-słonecznym. Natomiast zassetsu (雑節) to standardowe dni oznaczające zmianę pór roku, np.: setsubun, higan
72 kō (七十二候 shichijūni-kō) to pięciodniowe okresy (minipory roku) uzyskane z dalszego podziału każdego z 24 sekki na trzy podokresy. Przykładowo: Risshun jest podzielony na trzy kō 候:  4-8 lutego, 9-13 lutego, 14-18 lutego.

### Opis ilustracji kalendarza
Ilustracja po prawej stronie obrazuje znaczenie majowych trzech dni należących do „Złotego Tygodnia”. Czytając od góry kalendarz pokazuje rok 23 ery Heisei i odpowiadający mu rok „zachodni” 2011. Dni te wypadły wówczas we wtorek, środę i czwartek (znaki na czarnym tle). Czerwone znaki podają nazwy tych trzech świąt: Dzień Konstytucji (3 maja), Dzień Zieleni (4 maja), Dzień Dziecka (5 maja).
Przykładowo, w dniu 3 maja pod nazwą święta widnieje zapis 三りんぼう (三隣亡, sanrin-bō) tłumaczony jako „śmierć trzech sąsiadów”. Nie wiadomo skąd taka nazwa pochodzi, ale została prawdopodobnie utworzona na początku okresu Edo. Napis ten oznacza zły dzień dla architektów i sugeruje, aby nie rozpoczynać tego dnia budowy domu. Może to bowiem nie tylko spowodować jego pożar, ale także trzech sąsiednich.
Napis poniżej w tym samym dniu: 七赤仏滅, odnosi się do dwóch systemów wróżenia (przesądów ludowych), związanych m.in. z datą urodzin. 七赤 (shichiseki) należy do systemu dziewięciu gwiazd (九星, kyūsei, „dziewięć gwiazd”), a 仏滅  (butsumetsu, „śmierć Buddy”) – sześciu dni (六曜 rokuyō lub 六輝 rokki).
Kolejny napis poniżej つちのえ (tsuchinoe, „starszy brat żywiołu ziemi”, 戊) to piąty znak niebiańskich pni (dziesięciostopniowy system cykliczny), a うま (uma, „koń”, 午) – siódmy znak chińskiego zodiaku (ziemskich gałęzi).
Napis najniżej 旧4.1. oznacza 1. dzień 4. miesiąca dawnego kalendarza księżycowo-słonecznego (lunisolarnego).

### 24 sekki

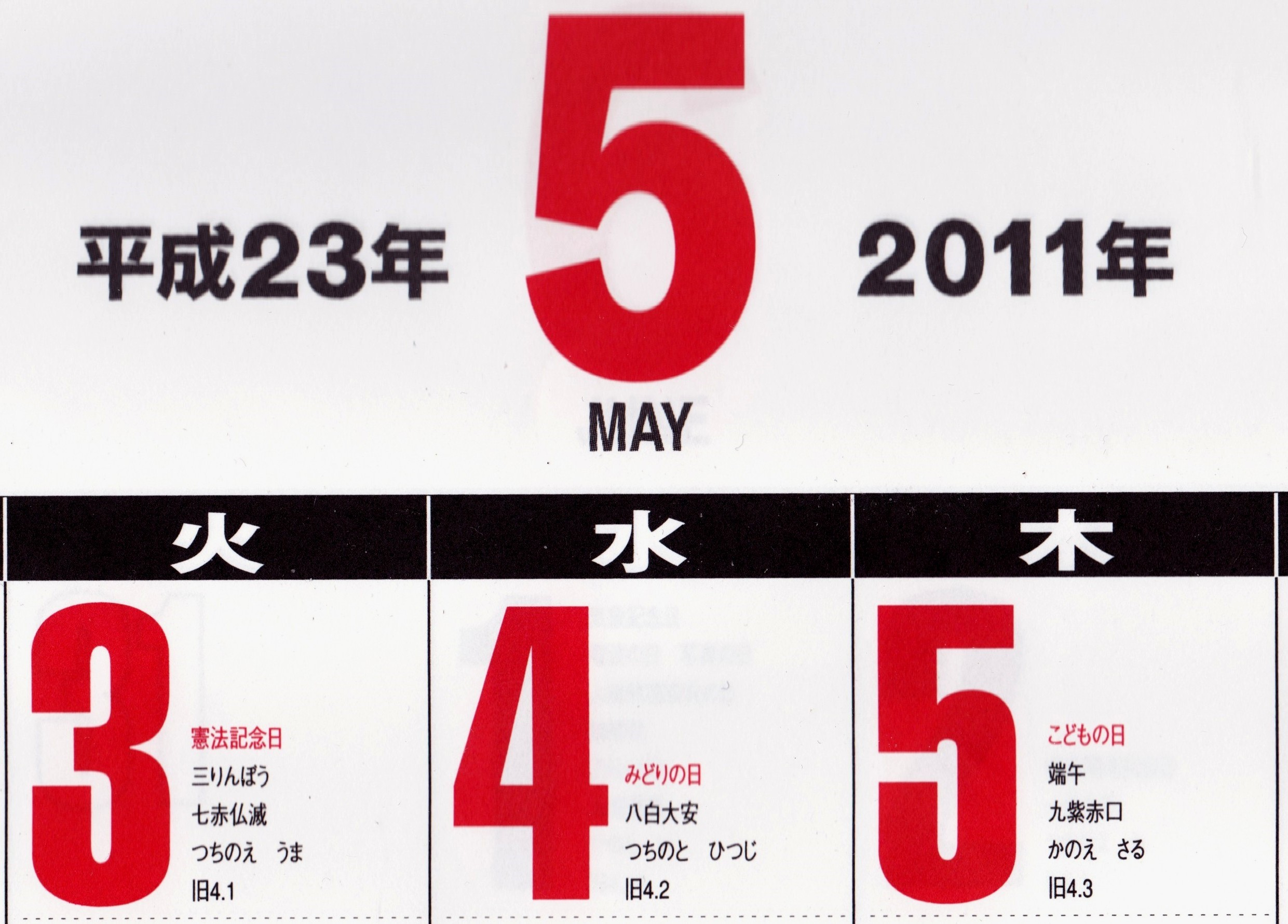
Fragment kalendarza z opisami dni szczególnych

- 4 lutego: 立春 (Risshun) – Początek wiosny 
  - 19 lutego: 雨水 (Usui)
  - 5 marca: 啓蟄 (Keichitsu)
  - 21 marca: 春分 (Shunbun) – Równonoc wiosenna, połowa wiosny
  - 5 kwietnia: 清明 (Seimei)
  - 20 kwietnia: 穀雨 (Kokuu)
- 6 maja: 立夏 (Rikka) – Początek lata
  - 21 maja: 小満 (Shōman)
  - 6 czerwca: 芒種 (Bōshu)
  - 21 czerwca: 夏至 (Geshi) – Przesilenie letnie, połowa lata
  - 7 lipca: 小暑 (Shōsho)
  - 23 lipca: 大暑 (Taisho)
- 7 sierpnia: 立秋 (Risshū) – Początek jesieni
  - 23 sierpnia: 処暑 (Shosho)
  - 8 września: 白露 (Hakuro)
  - 23 września: 秋分 (Shūbun) – Równonoc jesienna, połowa jesieni
  - 8 października: 寒露 (Kanro)
  - 23 października: 霜降 (Sōkō)
- 7 listopada: 立冬 (Rittō) – Początek zimy
  - 22 listopada: 小雪 (Shōsetsu)
  - 7 grudnia: 大雪 (Taisetsu)
  - 22 grudnia: 冬至 (Tōji) – Przesilenie zimowe, środek zimy
  - 6 stycznia: 小寒 (Shōkan) lub 寒の入り (Kan no iri)
  - 20 stycznia: 大寒 (Daikan)

Dokładne daty mogą się różnić o ±1 dzień.

### Zassetsu
| Data                      | Kanji      | Romaji            | Opis |
| ------------------------- | ---------- | ----------------- | --- |
| 17 stycznia               | 冬の土用   | Fuyu-no-doyō**    | okres 18 dni poprzedzających początek wiosny                                                                        |
| 3 lutego                  | 節分       | Setsubun*         | ostatni dzień zimy w tradycyjnym japońskim kalendarzu, dzień przed kalendarzowym początkiem wiosny                  |
| 21 marca                  | 春社日     | Haru-shanichi**** | znane także jako 春社 (Harusha, Shunsha), dzień najbliższy równonocy wiosennej (o znaczeniu religijnym dla zbiorów) |
| 18 marca – 24 marca       | 春彼岸     | Haru-higan***     | tydzień, w którym przypada równonoc wiosenna; odbywają się wówczas obrzędy buddyjskie                               |
| 17 kwietnia               | 春の土用   | Haru-no-doyō      | okres 18 dni poprzedzających początek lata                                                                          |
| 2 maja                    | 八十八夜   | Hachijūhachi-ya   | osiemdziesiąty ósmy dzień od początku wiosny (dosł. „88 nocy” od Risshun)                                           |
| 11 czerwca                | 入梅       | Nyūbai            | dosłownie oznacza rozpoczęcie pory deszczowej (tsuyu, 梅雨)                                                         |
| 2 lipca                   | 半夏生     | Hangeshō          | 11. dzień po przesileniu letnim; ostatni dzień siewu nasion i sadzenia ryżu                                         |
| 15 lipca                  | 中元       | Chūgen*****       | 15. dzień 7. miesiąca księżycowego; ostatni dzień Święta Lampionów (O-bon, obecnie 15 sierpnia)                     |
| 20 lipca                  | 夏の土用   | Natsu-no-doyō     | okres 18 dni poprzedzających początek jesieni                                                                       |
| 1 września                | 二百十日   | Nihyaku-tōka      | dosł. „210. dzień” (od Risshun)                                                                                     |
| 11 września               | 二百二十日 | Nihyaku-hatsuka   | dosł. „220. dzień”                                                                                                  |
| 20 września – 26 września | 秋彼岸     | Aki-higan         | tydzień, w którym przypada równonoc jesienna; odbywają się wówczas obrzędy buddyjskie                               |
| 22 września               | 秋社日     | Aki-shanichi      | znane także jako 秋社 (Akisha, Shūsha), dzień równonocy jesiennej (o znaczeniu religijnym dla zbiorów)              |
| 20 października           | 秋の土用   | Aki-no-doyō       | okres 18 dni poprzedzających początek zimy                                                                          |

Dokładne daty Haru-shanichi i Aki-shanichi mogą się różnić od podanych o ±5 dni.
Chūgen zawsze przypada tego samego dnia. Daty wszystkich pozostałych dni mogą się różnić od podanych o ±1 dzień.
Wiele dni zassetsu może przypadać w różnych porach roku:
* Setsubun (節分) odnosi się do każdego z dni poprzedzających każdą z pór roku: Risshun, Rikka, Rishū i Rittō; w szczególności do Risshun;
** Doyō (土用) odnosi się do 18 dni poprzedzających każdą porę roku, w szczególności jesieni (ten okres jest uważany za najcieplejszy w całym roku);
*** Higan (彼岸) to siedem dni w połowie wiosny lub jesieni, z Shunbun wypadającym w połowie wiosny i Shūbun w połowie jesieni;
**** Shanichi (社日) to dzień Tsuchinoe (戊) najbliższy Shunbun (połowa wiosny) lub Shūbun (połowa jesieni), który może wypadać do 5 dni przed do 4 dni po Shunbun/Shūbun;
***** Chūgen (中元) to jedno z trzech pierwotnych, chińskich świąt taoistycznych o łącznej nazwie Sangen (三元). Przypadały one na: 15. dzień 1., 7., i 10. miesiąca księżycowego. Były to kolejno: Jōgen (上元), Chūgen (中元), Kagen (下元).

## Święta sezonowe
Poniżej lista pięciu sezonowych świąt (節句 sekku lub 五節句 go-sekku). Zostały oficjalnymi świętami podczas okresu Edo:
- 7 stycznia – 人日 (Jinjitsu) – Dzień Człowieka lub 七草の節句 (Nanakusa no Sekku) – Święto Siedmiu Ziół Zdrowia;
- 3 marca – 上巳 (Jōshi, Jōmi), 桃の節句 (Momo no Sekku) – Święto Brzoskwiń lub 雛祭り (Hina-matsuri), Dzień Dziewcząt, Festiwal Lalek;
- 5 maja – 端午 (Tango), 端午の節句 (Tango no Sekku), 菖蒲の節句 (Ayame no Sekku), Dzień Dziecka (Święto Chłopców);
- 7 lipca – 七夕 (Shichiseki, Tanabata) lub 星祭り (Hoshi-matsuri ) – Gwiezdny Festiwal, Festiwal Tkaczki, święto zakochanych;
- 9 września – 重陽 (Chōyō), 菊の節句 (Kiku no Sekku) – Festiwal Chryzantem[1].

Do Sekku nie zalicza się następujących świąt:
- 1 stycznia – Nowy Rok
- 15 sierpnia – Obon
- 31 grudnia – Ōmisoka

## Rokuyō
Rokuyō (六曜) lub rokki (六輝) to sześć „rodzajów” dni, pozwalających na przewidzenie, czy będzie się danego dnia miało szczęście czy nie. Oznaczenia rokuyō wciąż są powszechnie spotykane w japońskich kalendarzach i często mają zastosowanie przy planowaniu ślubów i pogrzebów. Są to kolejno:
- 先勝 (senshō) – szczęście przed południem, pech po południu. Dobry dzień na rozpoczynanie (rano);
- 友引 (tomobiki) – powodzenie przez cały dzień, z wyjątkiem południa, znaki dosłownie przetłumaczone oznaczają „ciągnięcie przyjaciół”, niezbyt dobry dzień na wygraną w meczu sportowym, ale dobry dzień na ślub, w którym można przyciągnąć przyjaciół do miłości; należy unikać pogrzebów, gdyż znajomi mogą zostać pociągnięci na „drugą stronę”;
- 先負 (senbu) – pech przed południem, szczęście po południu;
- 仏滅 (butsumetsu) – dzień śmierci Buddy, najbardziej pechowy, należy unikać ślubów;
- 大安 (taian) – najszczęśliwszy dzień, dobry dzień na śluby;
- 赤口 (shakkō, shakku) – godzina konia (11:00-13:00) jest szczęśliwa, reszta dnia pechowa.

Dni rokuyō w łatwy sposób wylicza się z japońskiego kalendarza księżycowego. Księżycowy 1 stycznia zawsze jest senshō, po czym dni następują w wymienionym porządku do końca miesiąca. Zatem 2 stycznia to tomobiki, 3 stycznia to senbu itd. Księżycowy 1 lutego rozpoczyna tę sekwencję od tomobiki. Księżycowy 1 marca rozpoczyna się od senbu i tak postępuje się w każdym kolejnym miesiącu (1 lipca jest senshō, a 1 grudnia shakkō).

## 1 kwietnia
Pierwszy dzień kwietnia oznacza początek roku finansowego i szkolnego.